# Vicariato apostólico de Constantinopla de los búlgaros

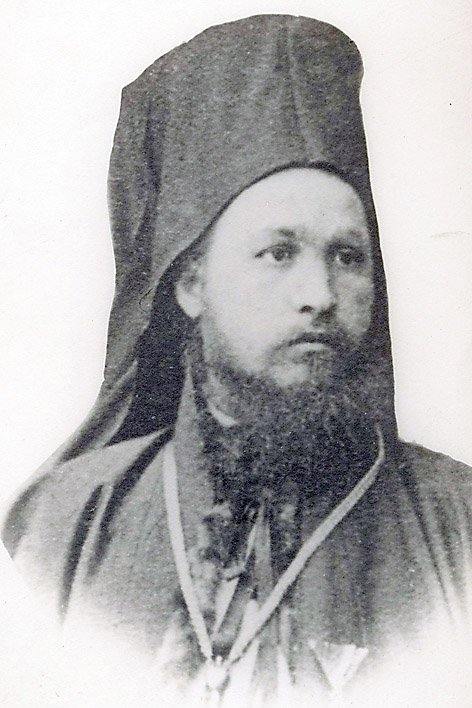
Obispo Rafael Popov (1830-1876)

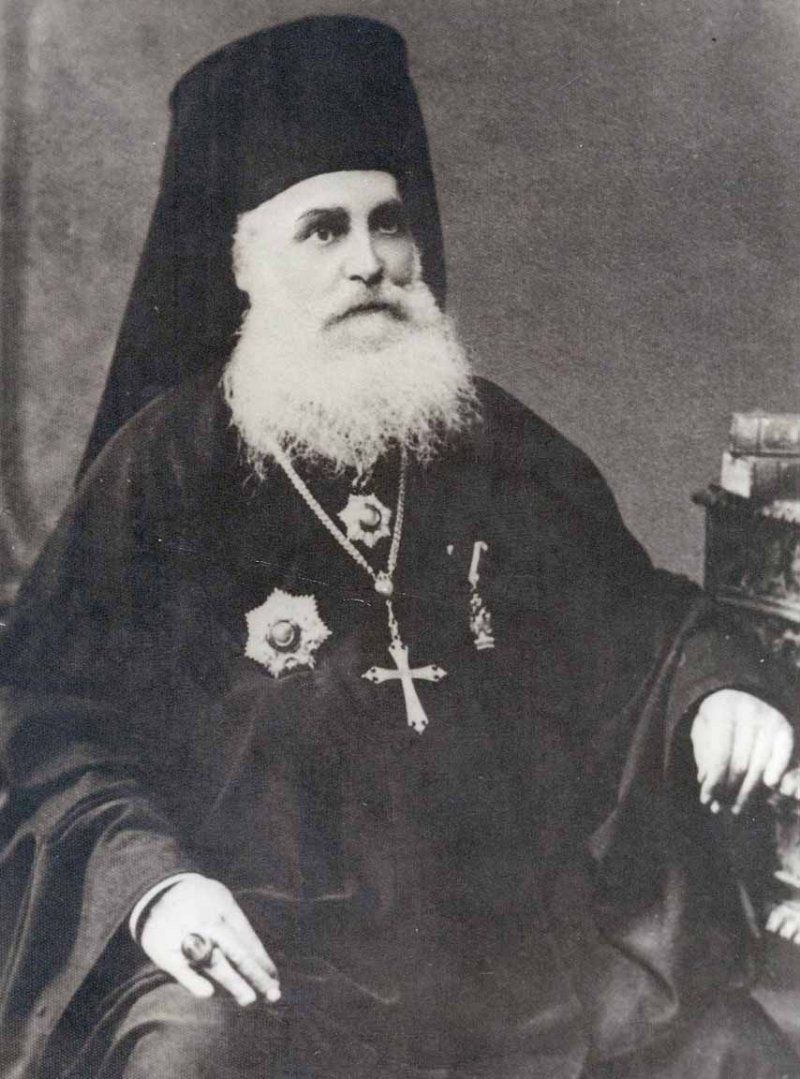
Arzobispo Nil Izvorov (1823-1905)

El vicariato apostólico de Constantinopla de los búlgaros (en latín: Vicariatus Apostolicus Constantinopolitanus Bulgarorum y en búlgaro: Цариградска български апостолически викариат) fue una sede episcopal prediocesana suprimida de la Iglesia católica bizantina búlgara en el Imperio otomano.

## Historia
Algunos búlgaros influyentes se aproximaron a la Iglesia católica en 1859-1861, en espera de que la unión con la Iglesia de Roma le daría a su Iglesia la libertad que no obtenían del Patriarcado de Constantinopla. El líder de ese movimiento unionista fue el comerciante búlgaro Dragan Tsankov, quien recibió soporte de la Francia católica. Él publicó el diario Bulgaria en Estambul, en el que abogaba por la unión con el papa. Criticó a Rusia por su postura negativa sobre la cuestión de la Iglesia búlgara y publicó documentos históricos sobre las buenas conexiones entre la Iglesia católica y el reino búlgaro en la Edad Media. El primer movimiento uniato búlgaro se originó en dos centros: Kilkís (o Kukush) y Estambul. En 1859 ciudadanos de Kilkís escribieron una carta al papa Pío IX en la que reconocían su liderazgo administrativo y espiritual, hecho que es conocido como Unión de Kilkís. A cambio exigían que ningún cambio debía ser introducido a su rito eclesial y que ellos podrían elegir sus obispos y clérigos con la aprobación papal. La carta declaraba que los maestros de las escuelas de la Iglesia debían ser escogidos por el clero y la educación debía ser en el idioma búlgaro y su alfabeto nacional cirílico. En diciembre de 1860 Constantinopla se volvió otro centro del primer movimiento uniato. Dragan Tsankov, junto con una delegación de clérigos y laicos búlgaros, envió una carta al vicario apostólico latino de la ciudad consultando al papa por la unión eclesial.
Desde la Unión de Kilkís en 1859 hubo un movimiento entre los búlgaros que se convirtieron al catolicismo oriental a partir de la ortodoxia oriental para la creación de una jurisdicción eclesiástica particular para ellos. En marzo de 1861 una delegación búlgara compuesta por Joseph Sokolsky, el diácono Rafael Popov, Dragan Tsankov y Georgi Mirkovich, viajó a Roma y fue recibida por el papa Pío IX. El 14 de abril de 1861 en la Capilla Sixtina de Roma el archimandrita bizantino-católico búlgaro Joseph Sokolsky fue consagrado arzobispo y nombrado vicario apostólico de los católicos búlgaros de rito bizantino en el Imperio otomano. A su regreso a Constantinopla el 23 de abril de 1861 Sokolsky realizó el culto solemne en Estambul inaugurando el vicariato apostólico. En junio de 1861 fue aceptado en esa función por las autoridades otomanas. Sokolsky fue reconocido por el Gobierno otomano como jefe secular de la millet católica búlgara y el sultán emitió un decreto especial (un irade) para esa ocasión.
Estos hechos llamaron la atención de los funcionarios rusos en Estambul, que temían que un movimiento tuviera una influencia sustancial en los búlgaros. Por eso, se desarrolló un plan para separar a Joseph Sokolsky de su comunidad. El plan fue ideado por el enviado ruso, el príncipe Lobanov-Rostovsky, y fue llevado a cabo por Petko Slaveikov, quien atrajo a Sokolsky al barco ruso Elbrus que zarpó de Estambul hacia Odesa en junio de 1861. Las autoridades rusas imperiales llevaron a Joseph Sokolsky a Kiev, en donde permaneció durante algún tiempo en el Monasterio de las Cuevas de Kiev. Más tarde, Sokolsky fue exiliado a un lugar construido específicamente para él cerca del bosque de Holosiievo en las afueras del sur de Kiev, en, donde vivió hasta su muerte.
Para junio de 1861 no había nadie en Estambul que pudiera realizar servicios religiosos de la Iglesia búlgara uniata. Cuando se hizo evidente que Sokolsky no regresaría de Rusia, uno de sus colaboradores más cercanos, el sacerdote bizantino-católico búlgaro Rafael Popov basado en Adrianópolis fue reconocido en 1864 como vicario y líder popular de los búlgaros unidos con la Iglesia católica romana por las autoridades otomanas. El 28 de marzo de 1865 fue nombrado administrador apostólico (pro tempore) de la Iglesia católica bizantina búlgara y su vicariato en Constantinopla. Fue ordenado obispo el 19 de noviembre de 1865 en la iglesia catedral San Juan Crisóstomo en Constantinopla. Posteriormente trasladó sus oficinas a Adrianópolis y continuó sirviendo hasta su muerte el 23 de febrero de 1876.
Como respuesta a pedidos del Imperio ruso, el sultán otomano decretó el 12 de marzo de 1870 el establecimiento de un exarcado búlgaro ortodoxo independiente del patriarcado de Constantinopla, que fue establecido el 23 de mayo de 1872 sin el reconocimiento del patriarca ecuménico hasta 1945. Las demandas populares de clérigos locales fueron así satisfechas por el exarcado búlgaro, frenando la conversión de fieles ortodoxos al catolicismo.
El segundo movimiento de unión comenzó una vez más en Kilkís. En 1874 Nil Izvorov, el obispo ortodoxo búlgaro de Kilkís, escribió una carta al obispo Rafael Popov diciendo que el deseo de las personas en la región de Macedonia era unirse a la Iglesia búlgara uniata. Luego envió una carta al papa proponiendo la unión. Su intento fue exitoso y en el mismo año realizó servicios religiosos como obispo católico. El gobierno otomano prohibió a Izvorov entrar en Kilkís por varios años y el obispo Popov realizó sus funciones en Kilkís hasta que falleció en 1876 en circunstancias desconocidas. Su sucesión fue confirmada el 5 de septiembre de 1876 por la Santa Sede y por lo tanto se convirtió en el nuevo jefe de la Iglesia búlgara bizantino-católica y administrador (pro tempore) del vicariato en Constantinopla, directamente subordinado al delegado apostólico en Constantinopla y luego volvió a estar basado en Kilkís. En un período de 5 años hubo 57 villas católicas y las escuelas uniatas en el valiato de Salónica eran 64, incluyendo al gimnasio de Salónica. En 1883 Izvorov fue promovido a arzobispo de todos los uniatos búlgaros y se fue a Estambul. El 7 de abril de 1883 fue creado el vicariato apostólico de Tracia, con el obispo Miguel Petkov como vicario apostólico basado en Adrianópolis; y el 12 de junio de 1883 el vicariato apostólico de Macedonia, con el obispo Lázaro Mladenov basado en Salónica, ambos separados del vicariato apostólico búlgaro de Constantinopla y subordinados al arzobispo Nil Izvorov en Estambul. En 1884 Izvorov regresó a la ortodoxia uniéndose a la Iglesia ortodoxa búlgara. Al identificarse con el nacionalismo búlgaro, el movimiento prounión con Roma logró inicialmente unos 60 000 adherentes, pero, como resultado del establecimiento del exarcado ortodoxo búlgaro en 1870, al menos las tres cuartas partes de ellos retornó a la ortodoxia al finalizar el siglo.
En 1878 se creó el Principado autónomo de Bulgaria y la provincia de Rumelia Oriental. En los años siguientes se produjo una importante reorganización. En 1883 Nil Izvorov fue promovido a arzobispo, y en esa ocasión se hicieron nuevos arreglos para la futura administración. El 7 de abril de 1883 el vicariato apostólico perdió la Tracia turca, en cuyo territorio se estableció el vicariato apostólico de Tracia. El 12 de junio de 1883 su territorio occidental fue reorganizado como vicariato apostólico de Macedonia, que cubría toda la región histórica de Macedonia (valiato de Salónica). Los nuevos vicariatos permanecieron bajo la jurisdicción espiritual del arzobispo Nil Izvorov.
En 1895 Nil Izvorov se convirtió de nuevo a la ortodoxia, regresó a Bulgaria y murió en 1905. El vicariato apostólico de Tracia estaba liderado por Mihail Mirov, quien también fue designado obispo administrador de todos los uniatos búlgaros con sede en Estambul desde 1907, siendo nombrado arzobispo titular de Teodosiopolis. Sirvió allí hasta su muerte en 1923.
Durante su gestión se produjeron hechos importantes. En 1912 estallaron las guerras de los Balcanes y en 1913 el Imperio otomano perdió toda la región de Macedonia y gran parte de Tracia. El inmediato efecto de la partición del Imperio otomano durante las guerras de los Balcanes fue la campaña antibúlgara en áreas que quedaron bajo los gobiernos de Serbia y de Grecia. Los serbios expulsaron a los clérigos búlgaros y los griegos incendiaron Kilkís, centro político y cultural búlgaro. El idioma búlgaro fue prohibido. El Imperio otomano recuperó la región de Adrianópolis, en donde la totalidad de la población búlgara fue sometida a una total limpieza étnica por el ejército de los Jóvenes Turcos. Como resultado de la guerra de los Balcanes (1912-1913) y la Primera Guerra Mundial, muchos búlgaros huyeron de los territorios que hoy son de Grecia y Turquía hacia lo que es ahora Bulgaria. En Tracia los turcos destruyeron 11 aldeas unidas dejando sin hogar a 3380 personas. El intercambio de población hizo que la mayoría de los búlgaros huyera a la actual Bulgaria, quedando la nueva Turquía libre de católicos bizantinos búlgaros. Durante esos años los vicariatos católicos búlgaros sufrieron una drástica reducción de su jurisdicción, y después de 1918 tuvieron que hacerse nuevos arreglos.
Después de la muerte del arzobispo Mihail Mirov en 1923, debido a la nueva situación la Iglesia católica bizantina búlgara fue reorganizada en 1926 suprimiéndose los 3 vicariatos apostólicos existentes. Sus territorios fueron reasignados para establecer el exarcado apostólico búlgaro de Sofía, que permaneció como la única jurisdicción de esta Iglesia particular.

## Episcopologio
- Arzobispo Joseph Sokolsky (14 de abril de 1861-30 de septiembre de 1879 falleció)
  - Rafael Popov (10 de febrero de 1864-28 de marzo de 1865) (vicario)
  - Rafael Popov (28 de marzo de 1865-6 de marzo de 1876 falleció) (administrador apostólico pro tempore)
  - Nil Izvorov (5 de septiembre de 1876-1883 regresó a la Iglesia ortodoxa) (administrador apostólico pro tempore)
- Arzobispo Nil Izvorov (1883-1895 regresó a la Iglesia ortodoxa)
  - Mihail Mirov (1907-1923 falleció) (administrador apostólico)
  - Sede vacante (1923-1926 suprimido)